# Ana Bereciartúa
Sabina Ana María Bereciartúa Arriarán, conocida como Ana Bereciartúa (Pasajes, 28 de junio de 1936 - 20 de noviembre de 2023), fue una política española de ideología nacionalista vasca.
Fue una de las primeras mujeres que estuvo presente en el Parlamento Vasco a principios de la década de 1980, siendo en este sentido una de las pioneras en la política vasca.

## Biografía
Nació días antes de que estallara la guerra civil española en Pasajes. Era hija del pelotari José Cruz Bereciartúa Jauregui, conocido como Takolo y de Gabriela Arriaran Etxaburu, siendo la menor de tres hermanos.
Profesionalmente era asistente social y perito mercantil, y también trabajó como educadora de adultos.

## Trayectoria política

### Partido Nacionalista Vasco
En la primera etapa de la transición española se afilió al Partido Nacionalista Vasco (PNV). Fue miembro de la primera gestora municipal del ayuntamiento donostiarra durante este periodo. 
En marzo de 1980 se celebraron las primeras elecciones autonómicas vascas. Bereciartúa fue una de las cuatro mujeres que fueron elegidas diputadas en aquella primera cámara autonómica vasca. Todas ellas eran militantes del PNV, que a pesar de tratarse de un partido de tradición conservadora fue la única formación que contó con mujeres diputadas al inicio de la primera legislatura. 
En las elecciones autonómicas de 1984 ocupó el undécimo puesto en la candidatura del PNV por Guipúzcoa, siendo reelegida como parlamentaria.
Durante esta segunda legislatura autonómica, se produjo una crisis interna dentro del PNV que acabó forzando la dimisión de Carlos Garaikoetxea en marzo de 1985 y su sustitución como lendakari por José Antonio Ardanza.  La crisis interna del PNV no se recondujo sino que acabó finalmente con el abandono del partido por parte del sector crítico del partido liderado por Garaikoetxea. Durante esta crisis interna Bereciartúa se mantuvo del lado del Garaikoetxea y acabó pasando al Grupo Mixto a finales de 1986 tras abandonar el PNV.

### Eusko Alkartasuna
Tras su salida del PNV, participó en la fundación de Eusko Alkartasuna (EA). En las elecciones autonómicas de 1986 Bereciartúa fue en el octavo lugar de la candidatura de Eusko Alkartasuna por Guipúzcoa. Su partido obtuvo seis escaños en dicha circunscripción en esas elecciones; sin embargo, durante esa legislatura abandonaron su cargo en el Parlamento dos electos de EA, el líder Carlos Garaikoetxea nada más empezar la legislatura y Gotzon Olarte en 1986, lo que permitió a Bereciartúa sustituir a este último. Permaneció en el cargo por un periodo de casi catorce meses al final de la tercera legislatura. 
Durante la legislatura 1987-1991, fue elegida juntera por la circunscripción de Donostialdea en las Juntas Generales de Guipúzcoa, y representó al grupo juntero de Eusko Alkartasuna en las comisiones de Urbanismo, Arquitectura y Medio Ambiente; Salud y Bienestar Social; e Incompatibilidades.
En 2005 fue nombrada por las Juntas Generales de Guipúzcoa miembro del Consejo Social de la Universidad del País Vasco, ocupando este cargo por un periodo de cuatro años. Tras ser refrendada en su cargo en 2009, en octubre de 2011 renunció a este cargo, siendo cesada unos meses más tarde, en diciembre de 2011.
En las elecciones municipales de 2007 fue en el noveno lugar de la lista de EA por San Sebastián, pero su formación solo obtuvo dos concejales en aquellas elecciones.

### Hamaikabat
En 2009, junto con el sector mayoritario de EA en Guipúzcoa, rompió con el partido y pasó a formar parte de la nueva formación Hamaikabat. La ruptura se debió principalmente a la estrategia política defendida por la dirección de EA, que abogaba por alejarse de pactos con el PNV y formar un polo soberanista junto con la izquierda abertzale.
En las elecciones municipales de España de 2011 se presentó en la candidatura de Hamaikabat al ayuntamiento de San Sebastián, ocupando un lugar simbólico en los últimos puestos de la lista. En esa misma cita electoral también ocupó un puesto simbólico en la candidatura de Hamaikabat a las Juntas Generales de Guipúzcoa por el distrito de Donostialdea. El fracaso electoral de Hamaikabat en esas elecciones, en las que apenas obtuvo doce concejales en toda Guipúzcoa, propició la disolución del partido el 30 de julio de 2011. 
En las elecciones al Parlamento Vasco de 2012, al igual que otros muchos exmilitantes de Haimakabat, expresó públicamente su apoyo por la candidatura de Iñigo Urkullu (PNV).